# Ejido Ixcatepec
Ejido Ixcatepec är en ort i Mexiko.   Den ligger i kommunen Ixcatepec och delstaten Veracruz, i den sydöstra delen av landet, 230 km nordost om huvudstaden Mexico City. Ejido Ixcatepec ligger 267 meter över havet och antalet invånare är 253.
Terrängen runt Ejido Ixcatepec är platt västerut, men österut är den kuperad. Terrängen runt Ejido Ixcatepec sluttar västerut. Runt Ejido Ixcatepec är det ganska tätbefolkat, med 80 invånare per kvadratkilometer. Närmaste större samhälle är Ixcatepec, 4,0 km nordväst om Ejido Ixcatepec. Trakten runt Ejido Ixcatepec består till största delen av jordbruksmark.